# Skogs-Tibble församling
Skogs-Tibble församling var en församling i Uppsala stift och i Uppsala kommun i Uppsala län. Församlingen uppgick 2006 i Norra Hagunda församling.

## Administrativ historik
Församlingen har medeltida ursprung. Namnet var före den 1 januari 1886 (ändring enligt den 17 april 1885) Tibble församling.
Församlingen utgjorde under medeltiden ett eget pastorat för att därefter till 1 maj 1927 vara moderförsamling i pastoratet (Skogs-)Tibble och Åland. Från 1 maj 1927 till 1962 var församlingen annexförsamling i pastoratet Järlåsa, Skogs-Tibble och Åland. Från 1962 till 2006 var den annexförsamling i pastoratet Vänge, Läby, Järlåsa, Skogs-Tibble och Åland. Församlingen uppgick 2006 i Norra Hagunda församling.

## Kyrkor
- Skogs-Tibble kyrka